# Джонс, Дуэйн (актёр)
Это статья — о малоизвестном киноактёре XX века. Об известном киноактёре XXI века см. Джонсон, Дуэйн; об игроке в снукер см. Джонс, Дуэйн.
Дуэ́йн Джонс (англ. Duane Jones; 2 февраля 1937, 2 февраля 1936 или 11 апреля 1937, Нью-Йорк, Нью-Йорк — 22 июля 1988[…], Минеола, Нью-Йорк) — американский киноактёр, известный фактически единственной ролью — в фильме 1968 года «Ночь живых мертвецов»; также известен как преподаватель и театральный режиссёр.

## Биография
Дуэйн Джонс родился в Нью-Йорке 11 апреля 1937 года (некоторые источники указывают дату 2 февраля 1937 года или 2 февраля 1936 года). Мать звали Милдред, сестра — Марва, брат — Генри.
Окончил Питтсбургский университет со степенью «бакалавр искусств», затем уехал во Францию, где окончил Парижский университет. После возвращения на родину также окончил Нью-Йоркский университет со степенью «магистр искусств». Преподавал литературу в Университете Лонг-Айленда. Создавал программы обучения английскому языку для «Корпуса мира» и помогал проектировать Гарлемскую подготовительную школу, где возглавлял отделение английского языка.
В 1968 году на экраны вышел фильм, позднее ставший культовым, «Ночь живых мертвецов». Это был первый случай в истории кинематографа США, когда актёр-афроамериканец был выбран на главную положительную роль в фильме ужасов; и один из первых случаев, когда главная роль была отдана чернокожему актёру, при том что сценарий не требовал этого явно. Джонс продолжил сниматься, но делал это очень редко. Один фильм в 1973 году, один — в 1982, затем ещё пять лент в 1984—1988 годах.
С 1972 по 1976 год Джонс был деканом литературного факультета в Антиохийском колледже. С 1976 по 1981 год был исполнительным директором Black Theater Alliance — федерации театральных компаний. Преподавал актёрское мастерство в Американской академии драматического искусства в Нью-Йорке.
В конце жизни также был директором театра «Магвайр» при университете State University of New York at Old Westbury (Олд-Уэстбери), и художественным руководителем в «Центре культуры и искусства Ричарда Аллена» (Манхэттен).
Дуэйн Джонс скончался 22 июля 1988 года от остановки сердца в больнице NYU Langone Hospital – Long Island (городок Минеола, штат Нью-Йорк) в возрасте 51 года. Его тело было кремировано.
Концертный зал в университете State University of New York at Old Westbury был назван в честь Джонса.

В 2003—2019 годах выходил комикс «Ходячие мертвецы», в нём присутствовал персонаж (маленький мальчик) по имени Дуэйн Джонс, названный так в честь актёра.

## Фильмография
- 1968 — Ночь живых мертвецов / Night of the Living Dead — Бен
- 1973 — Ганджа и Хесс[англ.] / Ganja & Hess — доктор Хесс Грин
- 1982 — Земля уходит из-под ног[англ.] / Losing Ground — Дюк
- 1984 — Бит-стрит / Beat Street — Роберт
- 1986 — Вампиры[англ.] / Vampires — Чарльз Хэрмон
- 1988[10] — Дракула: Любовная история[англ.][11] / To Die For — Саймон Литл
- 1988 — ? / Negatives[12] — Чарльз
- 1989[13] — Дом страха / Fright House — Чарльз Хэрмон (в новелле Abadon)